# Skjálfandi
Skjálfandi es una bahía (aunque también se la considera un fiordo) situada en el norte de Islandia. En ella se dan temblores de tierra a menudo, y allí está la localidad de Húsavík, donde Gardar Svavarsson construyó su casa durante la colonización de Islandia. Al este se encuentra la isla de Flatey.

## Nombre
La palabra Skjálfandi se traduce como 'la bahía del terremoto', un fenómeno que ocurre con frecuencia. Sin embargo, la mayoría de estos movimientos sólo pueden ser percibidos por sismógrafos.

## Historia
La bahía se creó por la actividad de los glaciares monte arriba. Desembocadura de los ríos Skjálfandafljót, de origen glaciar y Laxá í Aðaldal, famoso por sus salmones, protegido por la Convención Ramsar.
El vikingo sueco Gardar Svavarsson fue el primer europeo en instalarse en Islandia. Lo hizo en 860. Construyó su casa en esta bahía, donde pasó varios inviernos antes de abandonar de nuevo la isla.

## Características
La población principal de la bahía es Húsavík, justo enfrente del Kinnarfjöll, una cadena montañosa al otro lado de la bahía y de nieves perpetuas. Su punto más alto alcanza los 1100 m s. n. m. y es de origen volcánico.
La bahía es conocida por ser el hábitat de sus diferentes especies de cetáceos como la ballena y el delfín, así como de aves.

## Galería

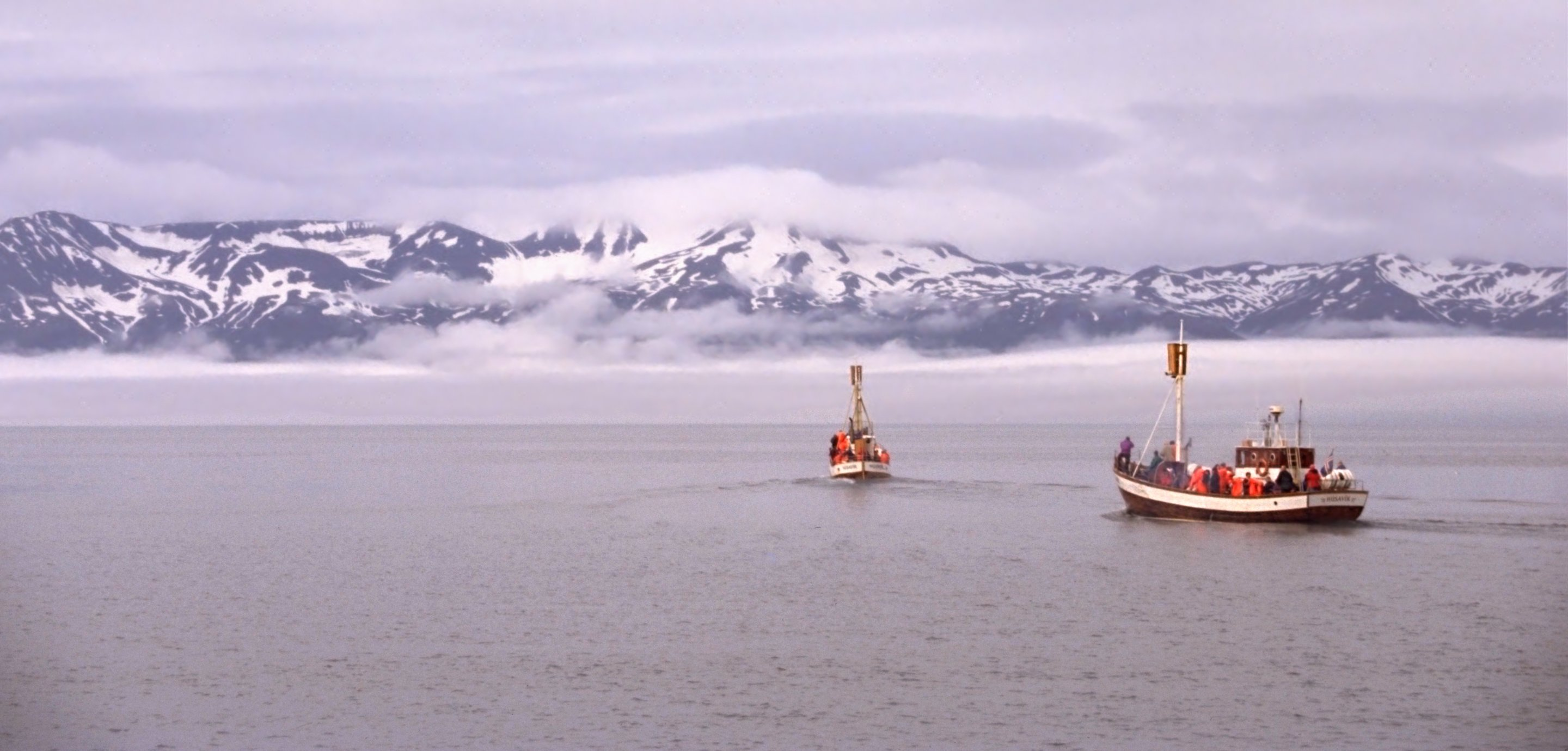